# Heels
Heels är en amerikansk sport- och dramaserie vars första säsong hade premiär den 15 augusti 2021. Första säsongen bestod av åtta avsnitt. Den andra säsongen hade premiär den 28 juli 2023 och består även den av åtta avsnitt. Serien skapad av Michael Waldron som även medverkat i skrivande av seriens manus.

## Handling
Serien utspelar sig i en liten stad i Georgia och kretsar kring de två bröderna Ace och Jack Spade. För att uppfylla sina drömmar ger de sig in i den amerikanska wrestlingvärlden. De drar dock sällan jämnt vilket påverkar familjeverksamheten.

## Rollista i urval
- Stephen Amell - Jack Spade
  - Jaxon McHan - Jack Spade, som ung
- Alexander Ludwig - Ace Spade
  - Mason Gillette - Ace Spade, som ung
- Alison Luff - Staci Spade
- Mary McCormack - Willie Day
- Kelli Berglund - Crystal Tyler
- Allen Maldonado - Rooster Robbins
- James Harrison - Apocalypse
- Roxton Garcia - Thomas Spade
- Chris Bauer - Wild Bill Hancock
- David James Elliott - Tom Spade
- Duke Davis Roberts - Big Jim Kitchen
- Trey Tucker - Bobby Pin
- CM Punk - Ricky Rabies
- Bonnie Somerville - Vicky Rabies
- Danielle Gross - Courtney
- Alice Barrett Mitchell - Carol Spade
- Erica Pappas - Melanie Kitchen
- Mike O'Malley - Charlie Gully